# Copa do Mundo de Beisebol de 2007
A XXXVII (37ª) Copa do Mundo de Beisebol foi disputada em Taiwan, de 6 a 18 de novembro de 2007. Quatro estádios receberam os jogos: Taichung Intercontinental Baseball Stadium e Taichung Baseball Field, em Taichung; Tianmu Baseball Stadium, em Taipei; e Hsinchuang Stadium, em Hsinchuang. O torneio reuniu dezesseis equipes, embora tenha havido contratempos. A presença da Venezuela esteve em questão devido à possibilidade de sanções por parte da Federação Internacional de Beisebol, seguindo-se à recusa venezualana de conceder vistos a uma equipe taiwanesa para o Campeonato Mundial de Beisebol Juvenil em agosto de 2007. A China estava originalmente escalada no Grupo B, mas se retirou e foi substituída pela Tailândia, que terminou em quinto — atrás da China — nos Jogos Asiáticos de 2006.
Na decisão, a equipe dos Estados Unidos superou o favoritismo de Cuba e conquistou seu terceiro título mundial.

## Participantes
As 16 seleções qualificaram-se por meio de suas competições continentais.
Américas
- Estados Unidos
- Cuba
- México
- Canadá
- Venezuela
- Panamá

Europa
- Países Baixos
- Itália
- Espanha
- Alemanha

Ásia
- China Taipei [2]
- Japão
- Coreia do Sul
- Tailândia (em substituição à China)

Oceania
- Austrália

África
- África do Sul

## Formato
2 grupos de 8. Em cada grupo, cada equipe joga contra as outras sete na primeira fase. As quatro melhores equipes de cada grupo avançam à fase final, com eliminação direta (quartas-de-final, semifinais e final).

## Resultados

### Primeira fase

#### Grupo A
| Pos. | Equipe         | J | V | D | C- | C+ |
| ---- | -------------- | - | - | - | -- | -- |
| 1    | Estados Unidos | 7 | 6 | 1 | 18 | 45 |
| 2    | Japão          | 7 | 5 | 2 | 20 | 48 |
| 3    | China Taipei   | 7 | 5 | 2 | 25 | 53 |
| 4    | México         | 7 | 4 | 3 | 32 | 57 |
| 5    | Panamá         | 7 | 3 | 4 | 39 | 24 |
| 6    | Itália         | 7 | 3 | 4 | 31 | 27 |
| 7    | Espanha        | 7 | 2 | 5 | 58 | 27 |
| 8    | África do Sul  | 7 | 0 | 7 | 72 | 14 |

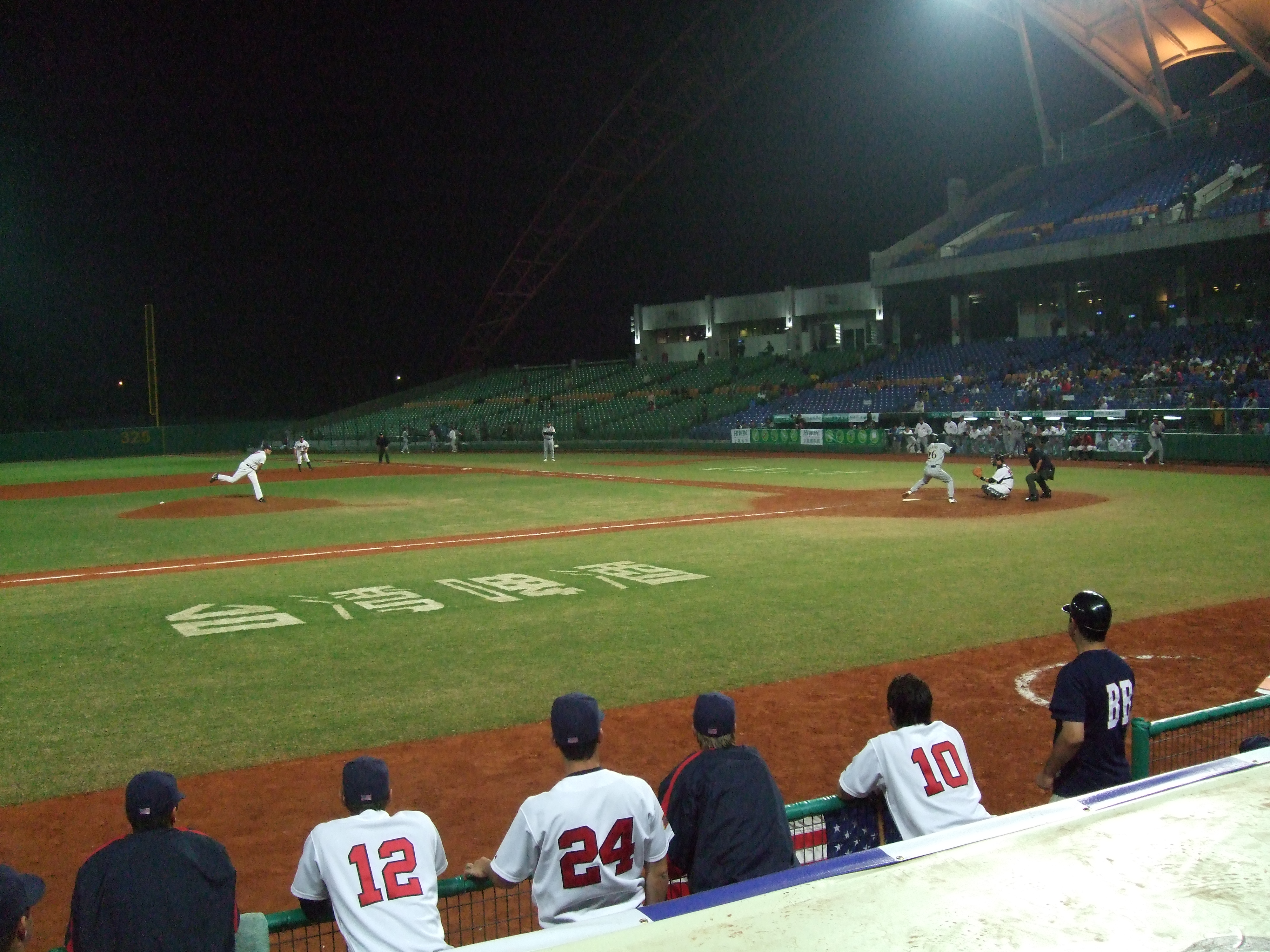
Jogo entre EUA e Japão, em 10 de novembro.

Pos.: posição; J: jogos; V: vitórias; D: derrotas; C-: corridas cedidas; C+: corridas anotadas.
Com exceção de China Taipei vs. Itália, todas as partidas do Grupo A foram disputadas em Taichung.

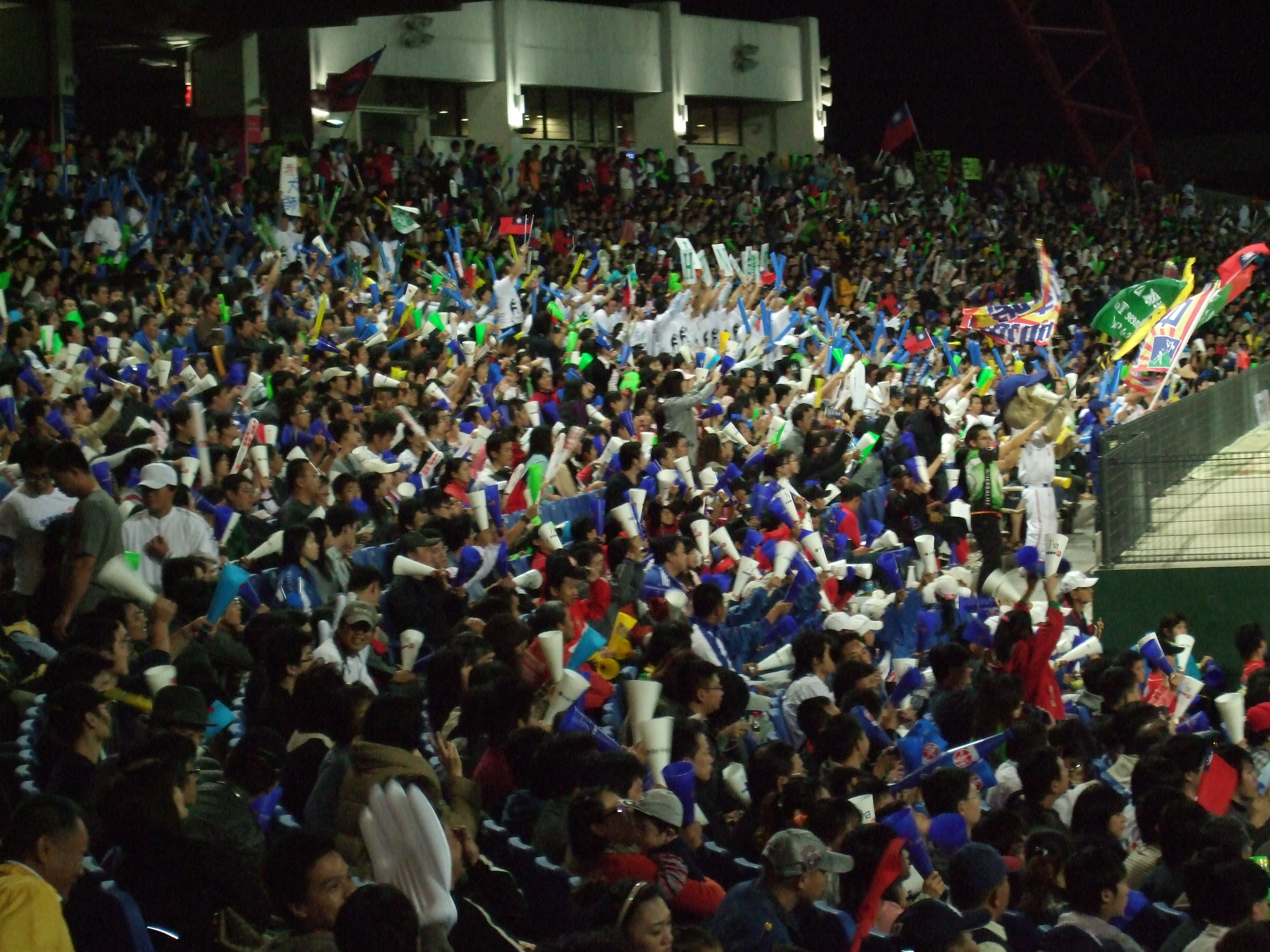
Torcida local comemora a vitória taiwanesa contra os japoneses, em 9 de novembro.

| 7 de novembro  | 7 de novembro | 7 de novembro  | 7 de novembro            | 7 de novembro | 7 de novembro | 7 de novembro |
| -------------- | ------------- | -------------- | ------------------------ | ------------- | ------------- | ------------- |
| Espanha        | 9x0           | Panamá         | Intercontinental (12h00) |               |               |               |
| África do Sul  | 1x11          | Japão          | Taichung (15h00)         |               |               |               |
| México         | 0x3           | Estados Unidos | Intercontinental (18h00) |               |               |               |
| 8 de novembro  |               |                |                          |               |               |               |
| Itália         | 11x1 (F/ 7)   | Espanha        | Taichung (12h00)         |               |               |               |
| Estados Unidos | 9x0           | Panamá         | Intercontinental (12h00) |               |               |               |
| Japão          | 15x3 (F/ 7)   | México         | Taichung (18h00)         |               |               |               |
| África do Sul  | 1x16 (F/ 7)   | China Taipei   | Intercontinental (18h00) |               |               |               |
| 9 de novembro  |               |                |                          |               |               |               |
| Itália         | 6x2           | Estados Unidos | Taichung (12h00)         |               |               |               |
| Espanha        | 7x4           | África do Sul  | Intercontinental (12h00) |               |               |               |
| Panamá         | 3x2           | México         | Taichung (18h00)         |               |               |               |
| China Taipei   | 6x1           | Japão          | Intercontinental (18h00) |               |               |               |
| 10 de novembro |               |                |                          |               |               |               |
| México         | 13x3 (F/ 8)   | África do Sul  | Taichung (12h00)         |               |               |               |
| Espanha        | 4x8           | China Taipei   | Intercontinental (12h00) |               |               |               |
| Itália         | 0x6           | Panamá         | Taichung (18h00)         |               |               |               |
| Estados Unidos | 5x1           | Japão          | Intercontinental (18h00) |               |               |               |
| 11 de novembro |               |                |                          |               |               |               |
| África do Sul  | 0x8           | Itália         | Taichung (12h00)         |               |               |               |
| China Taipei   | 5x9           | México         | Intercontinental (12h00) |               |               |               |
| Espanha        | 2x12 (F/ 7)   | Estados Unidos | Taichung (18h00)         |               |               |               |
| Japão          | 6x2           | Panamá         | Intercontinental (18h00) |               |               |               |
| 12 de novembro |               |                |                          |               |               |               |
| China Taipei   | 1x0           | Itália         | Tianmu (18h00)           |               |               |               |
| 13 de novembro |               |                |                          |               |               |               |
| Estados Unidos | 4x2           | África do Sul  | Taichung (12h00)         |               |               |               |
| Itália         | 0x10 (F/ 7)   | Japão          | Intercontinental (12h00) |               |               |               |
| México         | 19x1 (F/ 7)   | Espanha        | Taichung (18h00)         |               |               |               |
| Panamá         | 0x10          | China Taipei   | Intercontinental (18h00) |               |               |               |
| 14 de novembro |               |                |                          |               |               |               |
| Japão          | 4x3           | Espanha        | Taichung (12h00)         |               |               |               |
| México         | 11x2          | Itália         | Intercontinental (12h00) |               |               |               |
| Panamá         | 13x3 (F/ 7)   | África do Sul  | Taichung (18h00)         |               |               |               |
| China Taipei   | 7x10          | Estados Unidos | Intercontinental (18h00) |               |               |               |

(F/ #) = entrada final de jogo.

#### Grupo B
| Pos. | Equipe        | J | V | D | C-  | C+ |
| ---- | ------------- | - | - | - | --- | -- |
| 1    | Cuba          | 7 | 6 | 1 | 13  | 45 |
| 2    | Austrália     | 7 | 6 | 1 | 20  | 52 |
| 3    | Países Baixos | 7 | 5 | 2 | 22  | 49 |
| 4    | Coreia do Sul | 7 | 4 | 3 | 17  | 39 |
| 5    | Canadá        | 7 | 4 | 3 | 22  | 50 |
| 6    | Venezuela     | 7 | 2 | 5 | 37  | 36 |
| 7    | Alemanha      | 7 | 1 | 6 | 52  | 13 |
| 8    | Tailândia     | 7 | 0 | 7 | 108 | 7  |

Pos.: posição; J: jogos; V: vitórias; D: derrotas; C-: corridas cedidas; C+: corridas anotadas.
Todas as partidas do Grupo B foram disputadas no Condado de Taipei.
| 7 de novembro  | 7 de novembro | 7 de novembro | 7 de novembro      | 7 de novembro | 7 de novembro | 7 de novembro |
| -------------- | ------------- | ------------- | ------------------ | ------------- | ------------- | ------------- |
| Cuba           | 3x2 (F/ 10)   | Austrália     | Tianmu (12h00)     |               |               |               |
| Países Baixos  | 16x0 (F/ 7)   | Tailândia     | Hsinchuang (12h00) |               |               |               |
| Coreia do Sul  | 5x0           | Canadá        | Tianmu (18h00)     |               |               |               |
| Alemanha       | 0x8           | Venezuela     | Hsinchuang (18h00) |               |               |               |
| 8 de novembro  |               |               |                    |               |               |               |
| Venezuela      | 0x4           | Coreia do Sul | Tianmu (12h00)     |               |               |               |
| Tailândia      | 0x18 (F/ 7)   | Canadá        | Hsinchuang (12h00) |               |               |               |
| Austrália      | 4x3           | Países Baixos | Tianmu (18h00)     |               |               |               |
| Alemanha       | 3x7           | Cuba          | Hsinchuang (18h00) |               |               |               |
| 9 de novembro  |               |               |                    |               |               |               |
| Coreia do Sul  | 18x2 (F/ 7)   | Tailândia     | Tianmu (12h00)     |               |               |               |
| Austrália      | 7x4 (F/ 11)   | Venezuela     | Hsinchuang (12h00) |               |               |               |
| Países Baixos  | 15x5 (F/ 8)   | Alemanha      | Tianmu (18h00)     |               |               |               |
| Cuba           | 6x3           | Canadá        | Hsinchuang (18h00) |               |               |               |
| 10 de novembro |               |               |                    |               |               |               |
| Venezuela      | 4x7           | Países Baixos | Tianmu (12h00)     |               |               |               |
| Canadá         | 10x0 (F/ 8)   | Alemanha      | Hsinchuang (12h00) |               |               |               |
| Cuba           | 7x2           | Coreia do Sul | Tianmu (18h00)     |               |               |               |
| Tailândia      | 1x26 (F/ 7)   | Austrália     | Hsinchuang (18h00) |               |               |               |
| 11 de novembro |               |               |                    |               |               |               |
| Austrália      | 2x1           | Coreia do Sul | Tianmu (12h00)     |               |               |               |
| Países Baixos  | 1x7           | Canadá        | Hsinchuang (12h00) |               |               |               |
| Alemanha       | 2x0           | Tailândia     | Tianmu (18h00)     |               |               |               |
| Venezuela      | 0x10 (F/ 7)   | Cuba          | Hsinchuang (18h00) |               |               |               |
| 13 de novembro |               |               |                    |               |               |               |
| Tailândia      | 1x11 (F/ 7)   | Cuba          | Tianmu (12h00)     |               |               |               |
| Austrália      | 4x2           | Alemanha      | Hsinchuang (12h00) |               |               |               |
| Canadá         | 6x3           | Venezuela     | Tianmu (18h00)     |               |               |               |
| Coreia do Sul  | 1x5           | Países Baixos | Hsinchuang (18h00) |               |               |               |
| 14 de novembro |               |               |                    |               |               |               |
| Cuba           | 1x2           | Países Baixos | Tianmu (12h00)     |               |               |               |
| Alemanha       | 1x8           | Coreia do Sul | Hsinchuang (12h00) |               |               |               |
| Canadá         | 6x7           | Austrália     | Tianmu (18h00)     |               |               |               |
| Venezuela      | 17x3 (F/ 7)   | Tailândia     | Hsinchuang (18h00) |               |               |               |

(F/ #) = entrada final de jogo.

### Fase final
|  | Quartas de final                    | Quartas de final                |                                     |               | Semifinais     | Semifinais     |  |  | Final                           | Final |
|  |                                     |                                 |                                     |               |                |                |  |  |                                 |       |
|  | 16 de novembro – Hsinchuang (12h00) |                                 |                                     |               |                |                |  |  |                                 |       |
|  |                                     |                                 |                                     |               |                |                |  |  |                                 |       |
|  | Austrália                           | 0                               |                                     |               |                |                |  |  |                                 |       |
|  | Austrália                           | 0                               | 17 de novembro – Hsinchuang (18h00) |               |                |                |  |  |                                 |       |
|  | Japão                               | 3                               |                                     |               |                |                |  |  |                                 |       |
|  | Japão                               | 3                               | Japão                               | 3             |                |                |  |  |                                 |       |
|  | 16 de novembro – Tianmu (18h00)     |                                 | Japão                               | 3             |                |                |  |  |                                 |       |
|  |                                     | Cuba                            | 5                                   |               |                |                |  |  |                                 |       |
|  | Cuba                                | Cuba                            | 5                                   | 6             |                |                |  |  |                                 |       |
|  | Cuba                                |                                 | 18 de novembro – Tianmu (16h30)     | 6             |                |                |  |  |                                 |       |
|  | México                              | 0                               |                                     |               |                |                |  |  |                                 |       |
|  | México                              | 0                               | Cuba                                | 3             |                |                |  |  |                                 |       |
|  | 16 de novembro – Tianmu (12h00)     |                                 | Cuba                                | 3             |                |                |  |  |                                 |       |
|  |                                     | Estados Unidos                  | 6                                   |               |                |                |  |  |                                 |       |
|  | China Taipei                        | Estados Unidos                  | 6                                   | 3             |                |                |  |  |                                 |       |
|  | China Taipei                        | 17 de novembro – Tianmu (18h00) |                                     | 3             |                |                |  |  |                                 |       |
|  | Países Baixos                       | 6 (F/ 11)                       |                                     |               |                |                |  |  |                                 |       |
|  | Países Baixos                       | 6 (F/ 11)                       | Países Baixos                       | 0             | Terceiro lugar | Terceiro lugar |  |  |                                 |       |
|  | 16 de novembro – Hsinchuang (18h00) |                                 | Países Baixos                       | 0             | Terceiro lugar | Terceiro lugar |  |  |                                 |       |
|  |                                     | Estados Unidos                  | 5                                   |               |                |                |  |  |                                 |       |
|  | Estados Unidos                      | Estados Unidos                  | 5                                   | 3             | Japão          | 5              |  |  |                                 |       |
|  | Estados Unidos                      |                                 |                                     | 3             | Japão          | 5              |  |  |                                 |       |
|  | Coreia do Sul                       | 1                               |                                     | Países Baixos | 0              |                |  |  |                                 |       |
|  | Coreia do Sul                       | 1                               |                                     |               | 0              |                |  |  |                                 |       |
|  |                                     |                                 |                                     |               |                |                |  |  | 18 de novembro – Tianmu (10h00) |       |
|  |                                     |                                 |                                     |               |                |                |  |  |                                 |       |

|  | 5º a 8º lugares                     | 5º a 8º lugares                 |   |                                     | Quinto lugar                        | Quinto lugar |  |
|  |                                     |                                 |   |                                     |                                     |              |  |
|  | 17 de novembro – Hsinchuang (12h00) |                                 |   |                                     |                                     |              |  |
|  | Austrália                           | 7                               |   |                                     |                                     |              |  |
|  | México                              | 1                               |   |                                     |                                     |              |  |
|  |                                     |                                 |   |                                     |                                     |              |  |
|  |                                     |                                 |   |                                     | 18 de novembro – Hsinchuang (13h00) |              |  |
|  |                                     |                                 |   |                                     | Austrália                           | 2            |  |
|  |                                     | Coreia do Sul                   | 5 |                                     |                                     |              |  |
|  |                                     |                                 |   |                                     |                                     |              |  |
|  |                                     |                                 |   |                                     |                                     |              |  |
|  |                                     |                                 |   |                                     | Sétimo lugar                        |              |  |
|  | 17 de novembro – Tianmu (12h00)     | 17 de novembro – Tianmu (12h00) |   | 18 de novembro – Hsinchuang (09h00) | 18 de novembro – Hsinchuang (09h00) |              |  |
|  | China Taipei                        | 0                               |   | México                              | 6                                   |              |  |
|  | Coreia do Sul                       | 3                               |   |                                     | China Taipei                        | 4            |  |

### Classificação final
| Pos. | Seleção        |
| ---- | -------------- |
| 1    | Estados Unidos |
| 2    | Cuba           |
| 3    | Japão          |
| 4    | Países Baixos  |
| 5    | Coreia do Sul  |
| 6    | Austrália      |
| 7    | México         |
| 8    | China Taipei   |

### Seleção do torneio
| Posição | Jogador              |
| ------- | -------------------- |
| P       | Takashi Settsu       |
| P       | Aroldis Chapman      |
| C       | Sidney de Jong       |
| 1B      | Yasuyuki Saigo       |
| 2B      | Jayson Nix (MVP)     |
| 3B      | Efrén Espinoza       |
| SS      | Si-Hyun Son          |
| OF      | Trent Oeltjen        |
| OF      | Frederich Cepeda     |
| OF      | Colby Rasmus         |
| DH      | Maximiliano de Biase |